# Amstel Gold Race féminine 2017
Cet article concerne l'édition féminine de l'Amstel Gold Race. Pour la course masculine, voir Amstel Gold Race 2017.
La 4e édition de l'Amstel Gold Race féminine a lieu le 16 avril 2017. C'est la sixième épreuve de l'UCI World Tour féminin 2017. Elle est remportée par la Néerlandaise Anna van der Breggen.

## Parcours
17 côtes sont répertoriées pour cette course :
| Num | Nom                 | Longueur (m) | Pente moyenne | km    | km de l'arrivée |
| --- | ------------------- | ------------ | ------------- | ----- | --------------- |
| 1   | Slingerberg (nl)    | 1 200        | 5,4 %         | 9,1   | 112,5           |
| 2   | Adsteeg (nl)        | 620          | 4,7 %         | 13,8  | 107,8           |
| 3   | Lange Raarberg (nl) | 1 000        | 4,3 %         | 22    | 99,6            |
| 4   | Bergseweg (nl)      | 2 200        | 3,4 %         | 37,7  | 83,9            |
| 5   | Eyserbosweg         | 1 100        | 7,9 %         | 45,3  | 76,3            |
| 6   | Fromberg (nl)       | 1 200        | 4,8 %         | 49,1  | 72,5            |
| 7   | Keutenberg          | 1 700        | 6,1 %         | 53,6  | 68              |
| 8   | Cauberg             | 1 500        | 7 %           | 63,6  | 58              |
| 9   | Geulhemmerberg      | 1 000        | 5,8 %         | 68,1  | 53,5            |
| 10  | Bemelerberg (nl)    | 1 200        | 4 %           | 76,8  | 44,8            |
| 11  | Cauberg             | 1 500        | 7 %           | 82,0  | 39,6            |
| 12  | Geulhemmerberg      | 1 000        | 5,8 %         | 86,6  | 35              |
| 13  | Bemelerberg (nl)    | 1 200        | 4 %           | 95,3  | 26,3            |
| 14  | Cauberg             | 1 500        | 7 %           | 100,5 | 21,1            |
| 15  | Geulhemmerberg      | 1 000        | 5,8 %         | 105,1 | 15,5            |
| 16  | Bemelerberg (nl)    | 1 200        | 4 %           | 113,8 | 7,8             |
| 17  | Cauberg             | 1 500        | 7 %           | 119,0 | 2,6             |

## Équipes
| Équipes féminines professionnelles (21)- Alé Cipollini Galassia - Astana Women's Team - BePink Cogeas - Boels Dolmans - BTC City Ljubljana - Canyon-SRAM - Cervélo Bigla - Cylance Pro Cycling - FDJ-Nouvelle Aquitaine-Futuroscope - Hitec Products - Lares-Waowdeals Women Cycling Team - Lensworld-Kuota - Lotto Soudal - Orica-Scott - Parkhotel Valkenburg-Destil Cycling Team - Servetto Giusta - Sport Vlaanderen-Etixx - Sunweb - VéloCONCEPT Women - Wiggle High5 - WM3 Pro Cycling |
| |

## Récit de la course

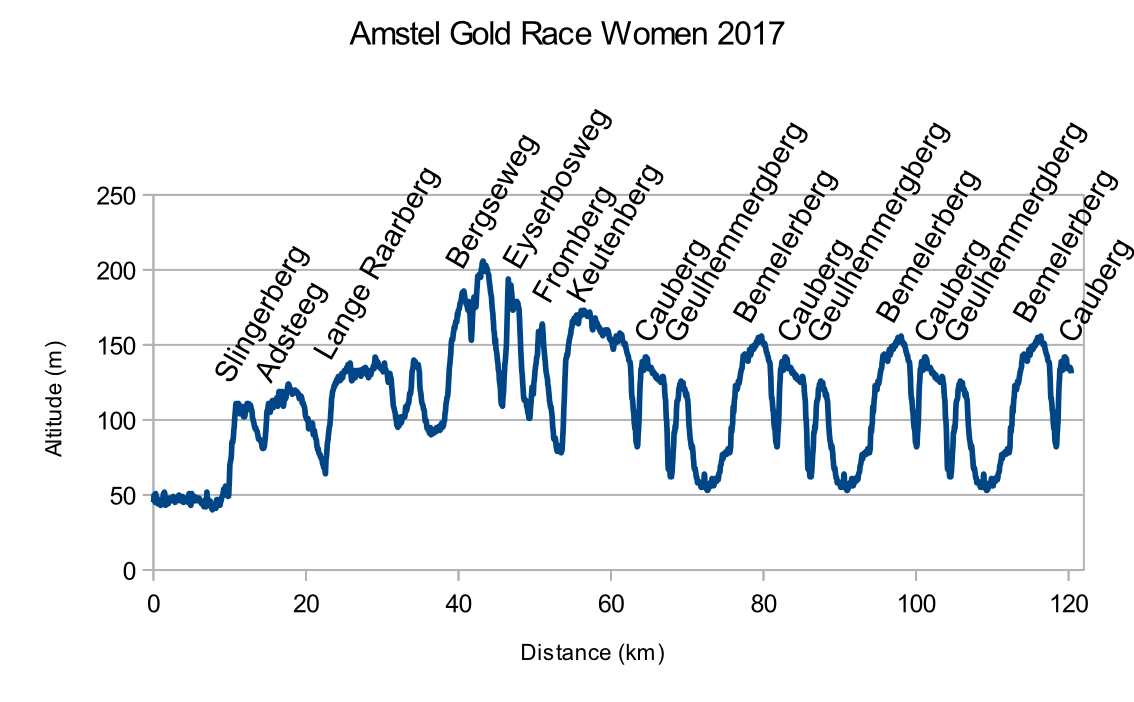
Profil de l'épreuve

La première échappée est l'œuvre de Winanda Spoor et Willeke Knol, mais elle est rapidement revue. Sara Mustonen et Marta Tagliaferro attaquent ensuite. Leur avance culmine à quarante secondes, mais elles sont également reprise. La formation Boels Dolmans impose dès le début de course un rythme élevé qui produit une sélection importante. Au kilomètre soixante-six, le peloton n'est ainsi plus composé que de trente-cinq coureuses. Dans la deuxième ascension du Cauberg, un groupe de huit coureuses s'échappe. Il s'agit de : Chantal Blaak, Elizabeth Deignan, Anna van der Breggen, Coryn Rivera, Elisa Longo Borghini, Katarzyna Niewiadoma, Janneke Ensing et Pauline Ferrand-Prévot . Il est rapidement repris. Amy Pieters place ensuite un contre. Elle est rejointe par Audrey Cordon, Roxane Fournier et Tetiana Riabchenko. Le peloton les reprend au pied de la troisième montée du Cauberg. Elizabeth Deignan accélère de nouveau, cette fois accompagnée d'Elisa Longo Borghini et Katarzyna Niewiadoma. Derrière Ellen van Dijk limite l'écart avec le peloton. Dans la dernière ascension du Bemelerberg, Annemiek van Vleuten attaque suivie par Anna van der Breggen et Coryn Rivera. Elles reviennent immédiatement sur la tête de course. Quelques centaines de mètres plus loin, Anna van der Breggen part seule et n'est plus rejointe. Derrière, le Cauberg distance Coryn Rivera. Elizabeth Deignan gagne le sprint pour la deuxième place. L'équipe Boels Dolmans réalise ainsi le doublé. Annemiek van Vleuten et Katarzyna Niewiadoma se classent troisième ex aequo, la photo finish ne parvenant pas à les départager,,.

## Classements

### Classement final
| \| Classement général \| Classement général \| Classement général \| Classement général \| Classement général \| \| Coureuse \| Coureuse \| Pays \| Équipe \| Temps \| \| ------------------ \| ---------------------- \| ------------------ \| ------------------ \| ------------------ \| \| 1re \| Anna van der Breggen \| Pays-Bas \| Boels Dolmans \| 3 h 15 min 57 s \| \| 2e \| Lizzie Deignan \| Royaume-Uni \| Boels Dolmans \| + 55 s \| \| 3e \| Annemiek van Vleuten \| Pays-Bas \| Orica-Scott \| + 55 s \| \| 3e \| Katarzyna Niewiadoma \| Pologne \| WM3 \| + 55 s \| \| 5e \| Elisa Longo Borghini \| Italie \| Wiggle High5 \| + 55 s \| \| 6e \| Coryn Rivera \| États-Unis \| Sunweb \| + 1 min 02 s \| \| 7e \| Amy Pieters \| Pays-Bas \| Boels Dolmans \| + 1 min 51 s \| \| 8e \| Pauline Ferrand-Prévot \| France \| Canyon-SRAM Racing \| + 1 min 51 s \| \| 9e \| Ashleigh Moolman \| Afrique du Sud \| Cervélo Bigla \| + 1 min 51 s \| \| 10e \| Ellen van Dijk \| Pays-Bas \| Sunweb \| + 1 min 51 s \| |                        |                |                    |                 |
| |                        |                |                    |                 |
| Sources : ProCyclingStats Cycling Quotient |                        |                |                    |                 |
| Classement général |                        |                |                    |                 |
| Coureuse | Coureuse               | Pays           | Équipe             | Temps           |
| 1re | Anna van der Breggen   | Pays-Bas       | Boels Dolmans      | 3 h 15 min 57 s |
| 2e | Lizzie Deignan         | Royaume-Uni    | Boels Dolmans      | + 55 s          |
| 3e | Annemiek van Vleuten   | Pays-Bas       | Orica-Scott        | + 55 s          |
| 3e | Katarzyna Niewiadoma   | Pologne        | WM3                | + 55 s          |
| 5e | Elisa Longo Borghini   | Italie         | Wiggle High5       | + 55 s          |
| 6e | Coryn Rivera           | États-Unis     | Sunweb             | + 1 min 02 s    |
| 7e | Amy Pieters            | Pays-Bas       | Boels Dolmans      | + 1 min 51 s    |
| 8e | Pauline Ferrand-Prévot | France         | Canyon-SRAM Racing | + 1 min 51 s    |
| 9e | Ashleigh Moolman       | Afrique du Sud | Cervélo Bigla      | + 1 min 51 s    |
| 10e | Ellen van Dijk         | Pays-Bas       | Sunweb             | + 1 min 51 s    |

La photo finish ne parvenant pas à les départager, Annemiek van Vleuten et Katarzyna Niewiadoma sont toutes deux classées troisième.

### UCI World Tour
| Position,          | 1er | 2e  | 3e | 4e | 5e | 6e | 7e | 8e | 9e | 10e | 11e | 12e | 13e | 14e | 15e | 16e | 17e | 18e | 19e | 20e |
| Classement général | 120 | 100 | 85 | 70 | 60 | 50 | 40 | 35 | 30 | 25  | 20  | 18  | 16  | 14  | 12  | 10  | 8   | 6   | 4   | 2   |

## Liste des participants
| Légende | Légende                                                                    | Légende | Légende                                                    |
| ------- | -------------------------------------------------------------------------- | ------- | ---------------------------------------------------------- |
| Num     | Dossard de départ porté par le coureur sur cette Amstel Gold Race          | Pos     | Position à l'arrivée de la course                          |
|         | Indique un maillot de champion national ou mondial, suivi de sa spécialité | NP      | Indique un coureur qui n'a pas pris le départ de la course |
| AB      | Indique un coureur qui n'a pas terminé la course                           | HD      | Indique un coureur qui a terminé la course hors des délais |

| Boels Dolmans DLT | Boels Dolmans DLT                  | Boels Dolmans DLT |
| ----------------- | ---------------------------------- | ----------------- |
| Num               | Coureur                            | Pos               |
| 1                 | Anna van der Breggen (NED) (route) | 1re               |
| 2                 | Chantal Blaak (NED)                | 11e               |
| 3                 | Karol-Ann Canuel (CAN)             | 16e               |
| 4                 | Megan Guarnier (USA) (route)       | 42e               |
| 5                 | Elizabeth Deignan (GBR)            | 2e                |
| 6                 | Amy Pieters (NED)                  | 7e                |

| Wiggle High5 WHT | Wiggle High5 WHT            | Wiggle High5 WHT |
| ---------------- | --------------------------- | ---------------- |
| Num              | Coureur                     | Pos              |
| 11               | Audrey Cordon (FRA)         | 12e              |
| 12               | Emilia Fahlin (SWE)         | 41e              |
| 13               | Mayuko Hagiwara (JPN)       | AB               |
| 14               | Annette Edmondson (AUS )    | AB               |
| 15               | Claudia Lichtenberg (GER)   | 64e              |
| 16               | Elisa Longo Borghini (ITA ) | 5e               |

| WM3 | WM3                                | WM3 |
| --- | ---------------------------------- | --- |
| Num | Coureur                            | Pos |
| 21  | Marianne Vos (NED)                 | 53e |
| 23  | Katarzyna Niewiadoma (POL) (route) | 3e  |
| 24  | Moniek Tenniglo (NED)              | 62e |
| 26  | Lauren Kitchen (AUS)               | 32e |
|     | Jeanne Korevaar (NED)              | 63e |
|     | Anouska Koster (NED) (route)       | 40e |

| Sunweb SUN | Sunweb SUN               | Sunweb SUN |
| ---------- | ------------------------ | ---------- |
| Num        | Coureur                  | Pos        |
| 31         | Leah Kirchmann (CAN)     | 48e        |
| 32         | Floortje Mackaij (NED)   | 35e        |
| 33         | Coryn Rivera (USA)       | 6e         |
| 34         | Rozanne Slik (NED)       | 61e        |
| 35         | Sabrina Stultiens (NED ) | 60e        |
| 36         | Ellen van Dijk (NED)     | 10e        |

| Canyon-SRAM Racing LPR | Canyon-SRAM Racing LPR        | Canyon-SRAM Racing LPR |
| ---------------------- | ----------------------------- | ---------------------- |
| Num                    | Coureur                       | Pos                    |
| 41                     | Lisa Brennauer (GER)          | 66e                    |
| 42                     | Elena Cecchini (ITA) (route)  | 57e                    |
| 43                     | Alena Amialiusik (BLR)        | 59e                    |
| 44                     | Pauline Ferrand-Prévot (FRA ) | 8e                     |
| 45                     | Alexis Ryan (USA )            | AB                     |
| 46                     | Trixi Worrack (GER )          | 58e                    |

| Orica-Scott ORS | Orica-Scott ORS              | Orica-Scott ORS |
| --------------- | ---------------------------- | --------------- |
| Num             | Coureur                      | Pos             |
| 51              | Gracie Elvin (AUS)           | AB              |
| 52              | Jenelle Crooks (AUS)         | AB              |
| 53              | Katrin Garfoot (AUS) (route) | AB              |
| 54              | Sarah Roy (AUS)              | 51e             |
| 55              | Amanda Spratt (AUS)          | 44e             |
| 56              | Annemiek Van Vleuten (NED)   | 3e              |

| Cervélo Bigla CBT | Cervélo Bigla CBT           | Cervélo Bigla CBT |
| ----------------- | --------------------------- | ----------------- |
| Num               | Coureur                     | Pos               |
| 61                | Allie Dragoo (USA)          | 72e               |
| 62                | Lisa Klein (GER)            | 19e               |
| 63                | Clara Koppenburg (GER)      | 47e               |
| 64                | Cecilie Uttrup Ludwig (DEN) | 67e               |
| 65                | Ashleigh Moolman (RSA)      | 9e                |
| 66                | Marie Vilmann (DEN)         | AB                |

| Alé Cipollini ALE | Alé Cipollini ALE       | Alé Cipollini ALE |
| ----------------- | ----------------------- | ----------------- |
| Num               | Coureur                 | Pos               |
| 71                | Marta Bastianelli (ITA) | 56e               |
| 72                | Janneke Ensing (NED)    | 14e               |
| 73                | Romy Kasper (GER)       | AB                |
| 74                | Soraya Paladin (ITA)    | 37e               |
| 75                | Daiva Tušlaitė (LTU)    | AB                |
| 76                | Carlee Taylor (AUS)     | AB                |

| Cylance CPC | Cylance CPC                 | Cylance CPC |
| ----------- | --------------------------- | ----------- |
| Num         | Coureur                     | Pos         |
| 81          | Sheyla Gutierrez Ruiz (ESP) | AB          |
| 82          | Małgorzata Jasińska (POL)   | 22e         |
| 84          | Willeke Knol (NED )         | AB          |
| 86          | Rossella Ratto (ITA )       | 34e         |
|             | Marta Tagliaferro (ITA )    | AB          |

| Véloconcept TVW | Véloconcept TVW               | Véloconcept TVW |
| --------------- | ----------------------------- | --------------- |
| Num             | Coureur                       | Pos             |
| 91              | Pernille Mathiesen (USA)      | AB              |
| 92              | Sara Mustonen (SWE)           | AB              |
| 93              | Amber Neben (USA)             | AB              |
| 94              | Sara Penton (SWE)             | 25e             |
| 95              | Christina Siggaard (DEN)      | AB              |
| 96              | Doris Schweizer (SUI) (route) | AB              |

| Bepink BPK | Bepink BPK                    | Bepink BPK |
| ---------- | ----------------------------- | ---------- |
| Num        | Coureur                       | Pos        |
| 101        | Alison Jackson (CAN)          | 23e        |
| 102        | Tereza Medvedova (SVK)        | AB         |
| 103        | Katia Ragusa (ITA)            | AB         |
| 104        | Ilaria Sanguineti (ITA)       | 71e        |
| 105        | Maria Vittoria Sperotto (ITA) | AB         |
| 106        | Kseniya Tuhai (BLR)           | AB         |

| Hitec Products HPU | Hitec Products HPU       | Hitec Products HPU |
| ------------------ | ------------------------ | ------------------ |
| Num                | Coureur                  | Pos                |
| 111                | Katrine Aalerud (NOR)    | 38e                |
| 112                | Susanne Andersen (NOR)   | 65e                |
| 113                | Miriam Bjornsrud (NOR)   | AB                 |
| 114                | Ingvild Gåskjenn (NOR)   | AB                 |
| 115                | Vita Heine (NOR) (route) | 39e                |
| 116                | Emilie Moberg (NOR)      | AB                 |

| Lares-Waowdeals Women LWW | Lares-Waowdeals Women LWW | Lares-Waowdeals Women LWW |
| ------------------------- | ------------------------- | ------------------------- |
| Num                       | Coureur                   | Pos                       |
| 121                       | Thalita de Jong (NED)     | 29e                       |
| 122                       | Daniela Reis (POR)        | AB                        |
| 123                       | Sofie de Vuyst (BEL)      | 26e                       |
| 124                       | Flávia Oliveira (BRA)     | 17e                       |
| 125                       | Amélie Rivat (FRA)        | 69e                       |
| 126                       | Bryony Van Velzen (NED)   | AB                        |

| Lensworld-Kuota LWK | Lensworld-Kuota LWK       | Lensworld-Kuota LWK |
| ------------------- | ------------------------- | ------------------- |
| Num                 | Coureur                   | Pos                 |
| 131                 | Alice Maria Arzuffi (ITA) | 68e                 |
| 132                 | Kim De Baat (BEL)         | AB                  |
| 133                 | Tatiana Guderzo (ITA)     | 55e                 |
| 134                 | Maaike Polspoel (BEL)     | AB                  |
| 134                 | Kaat Hannes (BEL) (route) |                     |
| 135                 | Tetiana Riabchenko (UKR)  | 13e                 |
| 136                 | Winanda Spoor (NED)       | AB                  |

| FDJ-Nouvelle Aquitaine-Futuroscope FUT | FDJ-Nouvelle Aquitaine-Futuroscope FUT | FDJ-Nouvelle Aquitaine-Futuroscope FUT |
| -------------------------------------- | -------------------------------------- | -------------------------------------- |
| Num                                    | Coureur                                | Pos                                    |
| 141                                    | Aude Biannic (FRA)                     | 54e                                    |
| 142                                    | Victorie Guilman (FRA)                 | 52e                                    |
| 143                                    | Shara Gillow (AUS)                     | 15e                                    |
| 144                                    | Roxane Knetemann (NED)                 | 18e                                    |
| 145                                    | Greta Richioud (FRA)                   | AB                                     |
| 146                                    | Eri Yonamine (JPN) (route)             | 50e                                    |

| BTC City Ljubljana BTC | BTC City Ljubljana BTC         | BTC City Ljubljana BTC |
| ---------------------- | ------------------------------ | ---------------------- |
| Num                    | Coureur                        | Pos                    |
| 151                    | Polona Batagelj (SLO) (route)  | 33e                    |
| 152                    | Eugenia Bujak (POL)            | 27e                    |
| 153                    | Hanna Nilsson (SWE)            | 36e                    |
| 154                    | Ursa Pintar (SLO)              | AB                     |
| 155                    | Jelena Eric (SRB)              | 70e                    |
| 156                    | Anna Zita Maria Stricker (ITA) | 24e                    |

| Lotto Soudal LBL | Lotto Soudal LBL       | Lotto Soudal LBL |
| ---------------- | ---------------------- | ---------------- |
| Num              | Coureur                | Pos              |
| 161              | Isabelle Beckers (BEL) | AB               |
| 162              | Jessie Daams (BEL)     | AB               |
| 163              | Chantal Hoffmann (LUX) | AB               |
| 165              | Anna Kiesenhofer (AUT) | AB               |
| 166              | Puck Moonen (NED)      | AB               |

| Astana Women's ASA | Astana Women's ASA       | Astana Women's ASA |
| ------------------ | ------------------------ | ------------------ |
| Num                | Coureur                  | Pos                |
| 171                | Sofia Beggin (ITA)       | AB                 |
| 172                | Sofia Bertizzolo (ITA)   | AB                 |
| 173                | Arianna Fidanza (ITA)    | 21e                |
| 174                | Olena Pavlukhina (AZE)   | AB                 |
| 175                | Agnieszka Skalniak (POL) | 30e                |
| 176                | Lara Vieceli (ITA)       | AB                 |

| Servetto Giusta SER | Servetto Giusta SER     | Servetto Giusta SER |
| ------------------- | ----------------------- | ------------------- |
| Num                 | Coureur                 | Pos                 |
| 182                 | Kseniia Dobrynina (RUS) | AB                  |
| 183                 | Ting Ying Huang (TPE)   | AB                  |
| 184                 | Anna Potokina (RUS)     | 45e                 |
| 185                 | Camila Lozano (COL)     | AB                  |
| 186                 | Alice Gasparini (ITA)   | AB                  |

| Parkhotel Valkenburg-Destil PVD | Parkhotel Valkenburg-Destil PVD | Parkhotel Valkenburg-Destil PVD |
| ------------------------------- | ------------------------------- | ------------------------------- |
| Num                             | Coureur                         | Pos                             |
| 191                             | Eva Buurman (NED)               | 20e                             |
| 192                             | Nina Buysman (NED)              | 43e                             |
| 193                             | Hanna Solovey (UKR)             | 28e                             |
| 194                             | Pauliena Rooijakkers (NED)      | 46e                             |
| 195                             | Esra Tromp (NED)                | AB                              |
| 196                             | Esther Van Veen (NED)           | 49e                             |

| Sport Vlaanderen-Etixx SVG | Sport Vlaanderen-Etixx SVG | Sport Vlaanderen-Etixx SVG |
| -------------------------- | -------------------------- | -------------------------- |
| Num                        | Coureur                    | Pos                        |
| 201                        | Nathalie Bex (BEL)         | AB                         |
| 202                        | Valerie Demey (BEL)        | AB                         |
| 203                        | Demmy Druyts (BEL)         | AB                         |
| 204                        | Jessy Druyts (BEL)         | 73e                        |
| 205                        | Kelly Van den Steen (BEL)  | 31e                        |
| 206                        | Fien Delbaere (BEL)        | AB                         |

Source.